# Salamonde
Salamonde es una freguesia portuguesa del concelho de Vieira do Minho, con 8,39 km² de superficie y 387 habitantes (2011). Su densidad de población es de 46,1 hab/km².